# Nissan Terrano II
Nissan Terrano II (в Японии известный как Nissan Mistral, также продавалась версия под брендом Ford Maverick) — внедорожник японской компании Nissan, выпускавшийся с мая 1993 по 2005 год на заводе в Барселоне, Испания.

## Описание
Как и Nissan Terrano первого поколения (нынешний Pathfinder), создан на базе пикапа Nissan D21, но с сильно изменённым кузовом и салоном. Модель собиралась в Испании, наряду с ребеджинговой версией Ford Maverick.
Автомобиль выпускался в двух видах кузовов: трёх- и пятидверном. Гамма двигателей для автомобилей достаточно узкая: 2,4-литровый бензиновый, 2,7 и 3-литровый турбодизели. В паре с ними на базовых версиях устанавливалась механическая 5-ступенчатая коробка передач. В качестве опции с дизельными двигателями на ряде рынков устанавливался автомат.
Модель экспортировалась в Японию, где продавалась на рынке как Nissan Mistral.
- Вид сзади
- Рестайлинг 1996 года
- Рестайлинг 1999 года
- Рестайлинг 2002 года